# Călătorii în timp
Călătorii în timp este o antologie de 10 povestiri științifico-fantastice românești având ca temă comună călătoria în timp. A apărut în 2013 la Editura Nemira în Colecția Nautilus și este editat  de Antuza Genescu. Volumul a fost publicat în colaborare cu Societatea Română de Science Fiction și Fantasy. Povestirile sunt scrise de Liviu Radu, George Lazăr, Cristian-Mihail Teodorescu, Aurel Cărășel, Ioana Vișan, Ștefana Cristina Czeller, Sergiu Someșan, Daniel Haiduc, Mircea Liviu Goga și Silviu Genescu.

## Cuprins
- „Între cer și pământ” de Liviu Radu
- „Cronogeneză” de George Lazăr
- „Transparenți și semiconductori” de Cristian-Mihail Teodorescu
- „Factorul Omega” de Aurel Cărășel
- „Punct de rendez-vous la +3000” de Ioana Vișan
- „Paris, 1941” de Ștefana Cristina Czeller
- „Ultimul Reportaj” de Sergiu Someșan
- „Dimineață cu interferențe” de Daniel Haidu (despre multivers)
- „Poporul pierdut” de Mircea Liviu Goga
- „Incidentul zero” de Silviu Genescu

## Legături externe
- http://fantastica.ro/calatorii-in-timp/
- http://revistacultura.ro/nou/2013/11/calatorii-in-timp/ Arhivat în 31 decembrie 2014, la Wayback Machine.
- Călătorii în timp, goodreads.com
- en  Istoria publicării lucrării Călătorii în timp la Internet Speculative Fiction Database

## Vezi și
- Lista volumelor publicate în Colecția Nautilus
- Lista cărților științifico-fantastice publicate în România după 1989
- 2013 în literatură
- 2013 în științifico-fantastic
- Xenos. Contact între civilizații